# Voivodato di Poznań

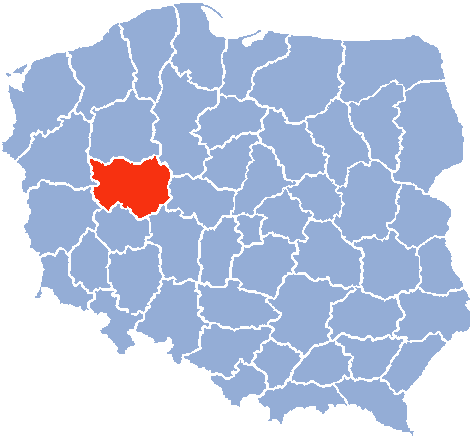
Mappa del 1975

Il voivodato di Poznań (in polacco: województwo poznańskie) fu un'unità di divisione amministrativa e governo locale della Polonia che esistette in diversi periodi della storia polacca.

## XIV secolo - 1793

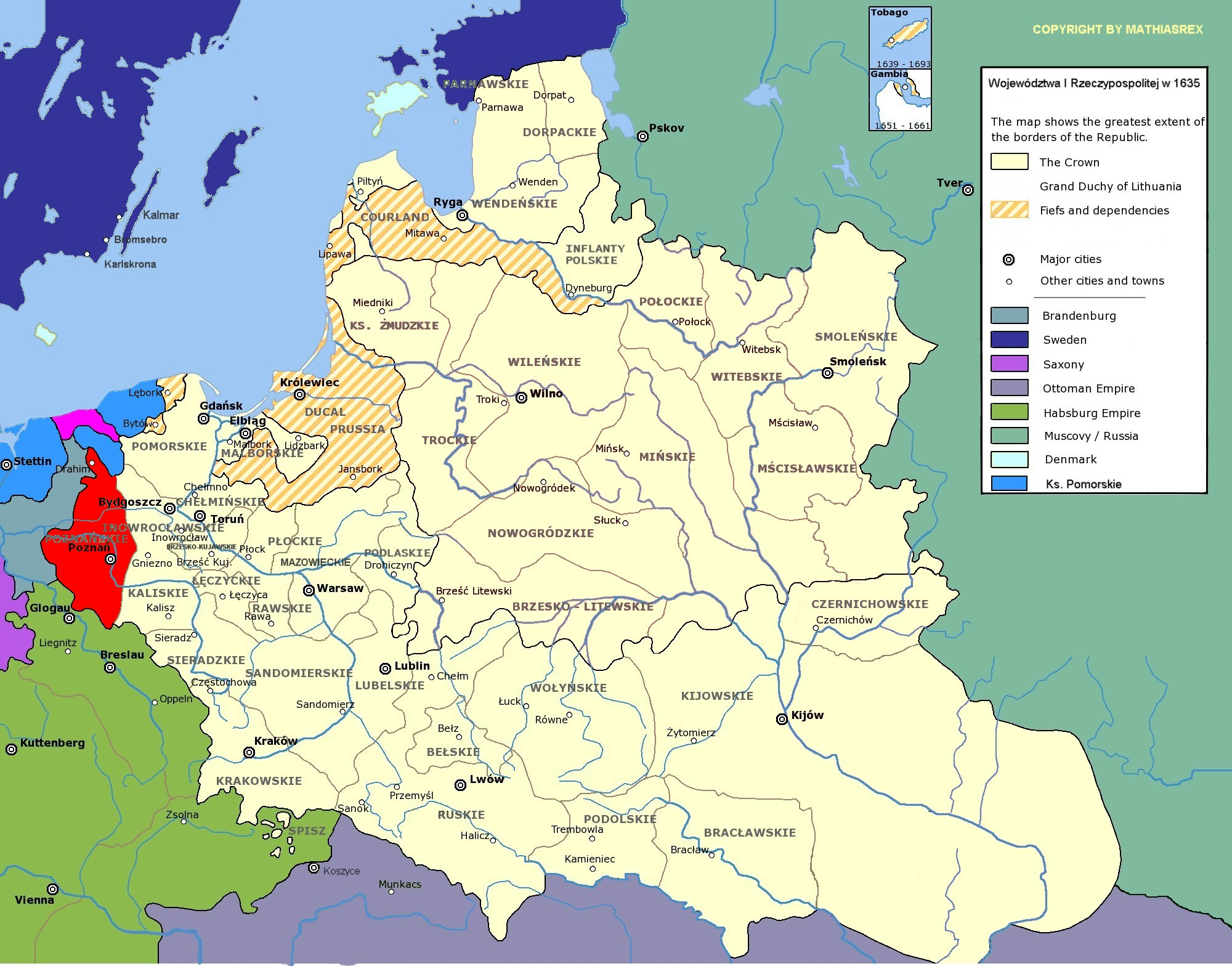
Voivodato di Poznań

Il voivodato di Poznań (in latino: Palatinatus Posnaniensis), polacco: Województwo Poznańskie) fu istituito per la prima volta nel XIV secolo e rimase in vigore fino alle spartizioni della Polonia degli anni 1772-1795. Faceva parte del voivodato della Grande Polonia.
Sede del governatore generale della Grande Polonia:
- Poznań

Sede del governatore del voivodato (Wojewoda):
- Poznań

### Voivodi
- Jan Opaliński (1628-1637)
- Krzysztof Opaliński (1637-1655)

Sede del Consiglio Generale per la Grande Polonia (Sejmik Generalny): 
- Koło

Sede del Consiglio Regionale (Sejmik):
- Środa Wielkopolska

### Suddivisioni amministrative
- Distretto di Poznań (Powiat Poznański), Poznań
- Distretto di Kościan (Powiat Kościański), Kościan
- Distretto di Wałcz (Powiat Walecki), Wałcz
- Terra diWschowa (Ziemia Wschowska), Wschowa

### Principali città
- Drahim
- Kościan
- Leszno
- Oborniki
- Międzyrzecz
- Poznań
- Rogoźno
- Śrem
- Szamotuły
- Wieleń
- Wałcz
- Wronki
- Wschowa

## 1921-1939

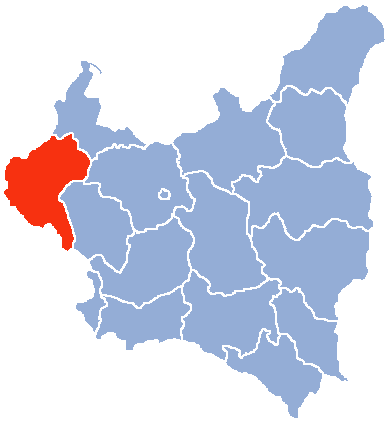
Mappa del 1938

Il voivodato di Poznań fu creato anche dopo la prima guerra mondiale dalla provincia tedesco-prussiana di Poznań. I confini furono mutati nel 1939: Bydgoszcz passò al voivodato della Pomerania, ma alcune aree orientali furono incluse. Dopo i cambiamenti, la regione ammontava a 28.100 km², con una popolazione di 2.339.600 persone.

### Principali città
- Poznań.
- Bydgoszcz,
- Gniezno,
- Inowrocław,
- Jarocin,
- Krotoszyn,
- Leszno,
- Miedzychód,
- Ostrów Wielkopolski,
- Rawicz.

## 1945-1975
Il voivodato fu restaurato dopo la seconda guerra mondiale, e rimase in vigore fino al 1975, quando fu sostituito dai Voivodati di Poznań, di Kalisz, di Konin, di Piła e di Leszno.

## 1975 - 1998
Il voivodato di Poznań fu reistituito nel 1975 ed esistette fino al 1998. Nel 1999, con la revisione dei voivodati, fu sostituito dal voivodato della Grande Polonia.
La città capitale era Poznań.

### Principali città e popolazione (1995)
- Poznań (581.800);
- Gniezno (71.000);
- Śrem (29.800);
- Września (28.600);
- Swarzędz (26.100);
- Środa Wielkopolska (21.400);
- Luboń (20.700);